# 진흙강아지
진흙강아지(영어: common mudpuppy, 학명: Necturus maculosus 넥투루스 마쿨로수스[*])는 동굴영원과 진흙강아지속에 속하는 양서류의 일종이다. 평생을 물속에서 산다. 북아메리카 동부의 호수, 강, 못에 산다. 유형성숙하여 성체가 되어도 올챙이 시절의 아가미가 없어지지 않는다. 피부호흡과 폐호흡이 효율적이지 않기 때문에 평생 아가미를 기체교환수단으로 삼아야 한다. 몸색은 녹슨 흙색이며, 평균신장은 33 센티미터다. 야행성 생물로, 사는 물이 탁해지지 않으면 낮에는 기어나오지 않는다. 식성은 입에 들어오는 것은 환형동물, 절지동물, 연체동물을 가리지 않고 무엇이든지 가리지 않고 먹는다. 암컷은 6살이 되면 성적으로 성숙하며 60여개의 알을 낳는다. 야생에서 수명은 평균 11년이다.